# Prosopit
Prosopit (IMA-Symbol Psp) ist ein selten vorkommendes Mineral aus der Mineralklasse der „Halogenide“ mit der chemischen Zusammensetzung Ca[8][Al2F4(OH)4] (vereinfacht CaAl2F4(OH)4) und damit chemisch gesehen ein Calcium-Aluminofluorid mit zusätzlichen Hydroxidionen.
Prosopit kristallisiert im monoklinen Kristallsystem und entwickelt prismatische Kristalle parallel der c-Achse bis etwa sechs Millimeter Größe mit einem schwachen Glasglanz auf den Oberflächen. Er findet sich aber auch in Form von körnigen bis derben oder pulvrigen Mineral-Aggregaten. Für Prosopit typische Bildungsformen sind jedoch meist auch Pseudomorphosen nach Talk (auch Speckstein). Erkennbar ist Prosopit aber an seiner im Gegensatz zum Talk deutlich höheren Mohshärte von 4,5.
In reiner Form und bergfrisch ist Prosopit farblos und durchsichtig. Durch Lichteinwirkung trübt Prosopit ein und wird durchscheinend weiß. Zudem kann er durch Fremdbeimengungen eine graublaue oder braune, selten auch türkisblaue Farbe annehmen. Seine Strichfarbe ist allerdings immer weiß.

## Etymologie und Geschichte
Entdeckt wurde Prosopit erstmals an Mineralproben aus dem Zinnbergwerk Altenberg im Landkreis Sächsische Schweiz-Osterzgebirge. Die Analyse und Erstbeschreibung erfolgte 1853 durch Theodor Scheerer, der das Mineral bei einer Studie verschiedener Pseudomorphosen fand. Das aus dem Nachlass von Abraham Gottlob Werner stammende und in die Geowissenschaftliche Sammlung der TU Bergakademie Freiberg aufgenommene Typmaterial wurde irrtümlich als Speckstein-Pseudomorphose bezeichnet. Durch sorgfältige kristallographische Messungen an den Pseudomorphosen sowie durch chemische Untersuchungen an den äußerlich zwar umgewandelten, jedoch innerlich noch frischen Materials konnte Scheerer nachweisen, dass es sich bei dem Material um ein bisher unbekanntes Mineral handelte. Seinen Analysen zufolge bestand das Mineral aus „Flusssäure, Thonerde, Kalkerde und Wasser“. Eine genaue quantitative Analyse war Scheerer jedoch zunächst aufgrund der zu geringen Menge des Materials nicht möglich.
Scheerer gab dem neu entdeckten Mineral den Namen Prosopit nach altgriechischen Wort πρόςωπον prósopon. Die primäre Bedeutung des Wortes ist ‚Gesicht‘ oder allgemein ‚Person‘. Scheerer bezog sich mit der übertragenen Bedeutung ‚Maske‘ jedoch auf dessen häufig „maskiertes“ Auftreten in Pseudomorphosen, die die wahre Gestalt des Minerals verbirgt und aufgrund der so vollkommen angenommenen Specksteingestalt schon viele Mineralogen getäuscht hatte.
Das Typmaterial des Minerals wird in der Geowissenschaftlichen Sammlungen der TU Bergakademie Freiberg (TU-BA-Freiberg) unter den Inventarnummern 12825 und 12826 sowie in der MHN in Paris unter der Inventarnummer 75.97 aufbewahrt.
Da der Prosopit bereits lange vor der Gründung der International Mineralogical Association (IMA) bekannt und als eigenständige Mineralart anerkannt war, wurde dies von ihrer Commission on New Minerals, Nomenclature and Classification (CNMNC) übernommen und bezeichnet den Prosopit als sogenanntes „grandfathered“ (G) Mineral. Die seit 2021 ebenfalls von der IMA/CNMNC anerkannte Kurzbezeichnung (auch Mineral-Symbol) von Prosopit lautet „Psp“.

## Klassifikation
Bereits in der veralteten 8. Auflage der Mineralsystematik nach Strunz gehörte der Prosopit zur Mineralklasse der „Halogenide“ und dort zur Abteilung „Doppelhalogenide“, wo er gemeinsam mit Chiolith, Neighborit, Hydrokenoralstonit und Weberit in der „Prosopit-Chiolith-Ralstonit-Gruppe“ mit der Systemnummer III/B.05 steht.
In der zuletzt 2018 überarbeiteten Lapis-Systematik nach Stefan Weiß, die formal auf der alten Systematik von Karl Hugo Strunz in der 8. Auflage basiert, erhielt das Mineral die System- und Mineralnummer III/C.03-010. Dies entspricht ebenfalls der Abteilung „Doppelhalogenide (meist mit OH, H2O)“, wo Prosopit zusammen mit Carlhintzeit, Chiolith, Hydrokenoralstonit, Karasugit, Neighborit, Rosenbergit, Thermessait, Thermessait-(NH4), Topsøeit, Usovit und Weberit eine unbenannte Gruppe mit der Systemnummer III/C.03 bildet.
Die von der International Mineralogical Association (IMA) zuletzt 2009 aktualisierte 9. Auflage der Strunz’schen Mineralsystematik ordnet den Prosopit in die Abteilung „Komplexe Halogenide“ ein. Diese ist weiter unterteilt nach der Kristallstruktur, so dass das Mineral entsprechend seinem Aufbau in der Unterabteilung „Ketten-Aluminofluoride (Ino-Aluminofluoride)“ zu finden, wo es als einziges Mitglied eine unbenannte Gruppe mit der Systemnummer 3.CD.10 bildet.
In der vorwiegend im englischen Sprachraum gebräuchlichen Systematik der Minerale nach Dana hat Prosopit die System- und Mineralnummer 11.06.09.01. Das entspricht ebenfalls der Klasse der „Halogenide“ und dort der Abteilung „Komplexe Halogenide – Aluminiumfluoride“. Hier findet er sich innerhalb der Unterabteilung „Komplexe Halogenide – Aluminiumfluoride mit verschiedenen Formeln“ als einziges Mitglied in einer unbenannten Gruppe mit der Systemnummer 11.06.09.

## Kristallstruktur
Prosopit kristallisiert in der monoklinen Raumgruppe C2/c (Raumgruppen-Nr. 15) mit den Gitterparametern a = 6,70 Å; b = 11,13 Å; c = 7,33 Å und β = 95° sowie 4 Formeleinheiten pro Elementarzelle.

## Bildung und Fundorte

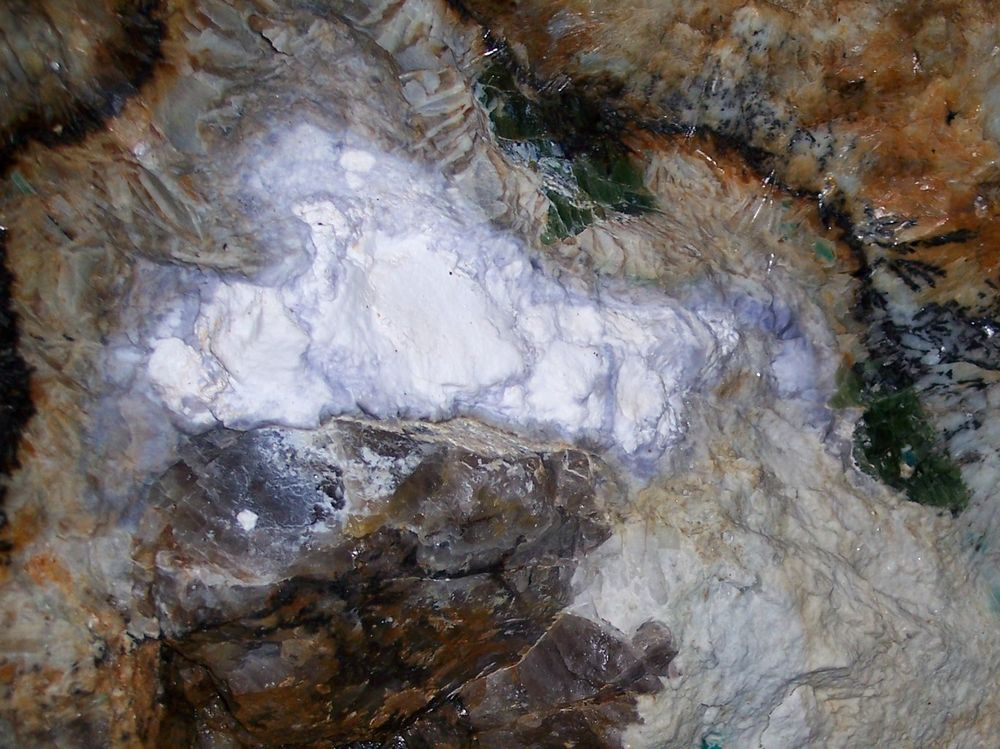
Prosopit an der Schachtwand der Morefield-Pegmatitgrube, Amelia County, Virginia, USA (Sichtfeld ≈ 1')

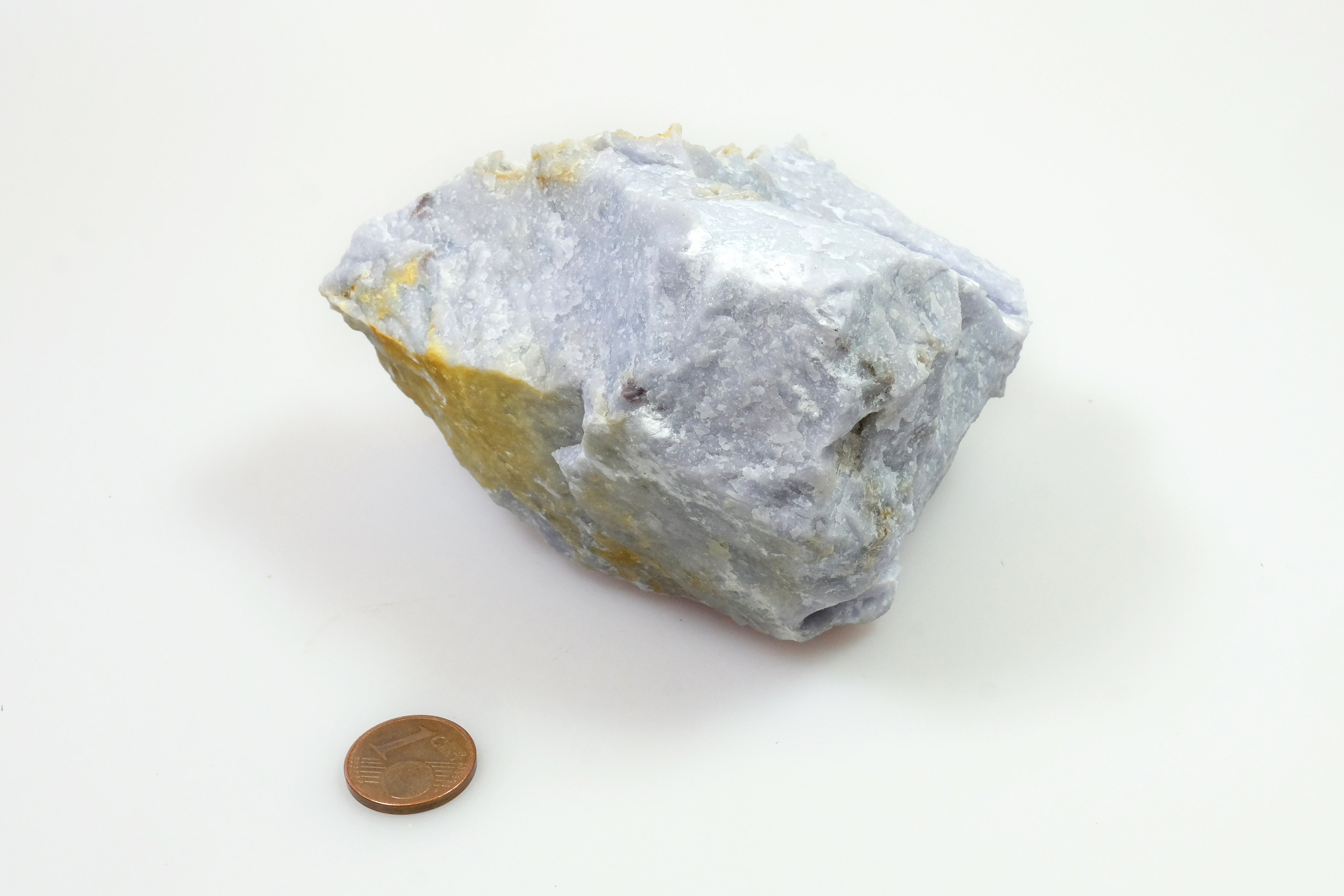
Handstück eines derben Prosopit-Aggregats mit Limonit (gelblich) aus Ivittuut, Süd-Grönland (Gewicht 485 g)

Prosopit bildet sich in fluorreichen Graniten, Greisen und Granitpegmatiten, selten auch in Nichtedelmetall-Lagerstätten. Als Begleitminerale können unter anderem Fluorit, Gearksutit, Hämatit, Jarlit, Kassiterit, Kryolith, Pachnolith, Quarz, Ralstonit, Siderit, Thomsenolith und Weberit auftreten.
Als seltene Mineralbildung konnte Prosopit nur an wenigen Orten nachgewiesen werden, wobei weltweit bisher rund 40 Vorkommen dokumentiert sind (Stand 2025). Außer an seiner Typlokalität im ehemaligen (aufgelassenen) Zinnbergwerk Altenberg und in der nahe liegenden Zinnlagerstätte Zwitterstock in Sachsen fand sich das Mineral in Deutschland noch in der Grube Clara bei Oberwolfach in Baden-Württemberg.
Innerhalb von Europa kennt man Prosopit noch aus den Murskelouhos-Pegmatiten und einem Topas-Steinbruch bei Kotka in Finnland, der Christiana-Mine Nr. 132 im Bergbaurevier Lavrio (Attika) in Griechenland, der Grube Val Cavallizza bei Cavagnano (Cuasso al Monte, Lombardei) in Italien, der Bergehalde Rydułtowy in der polnischen Woiwodschaft Schlesien und von Horní Slavkov in Tschechien.
Weitere Fundorte liegen unter anderem in Australien, Bolivien, China, Grönland, Kanada, Kasachstan, Mexiko, Namibia, Russland, Südafrika, der Ukraine, im Vereinigten Königreich (England) und den Vereinigten Staaten (Arizona, Colorado, Nevada, New Mexico, Utah, Virginia, Wisconsin).